# Nausikaja iz vjetrovite doline
Nausikaja iz vjetrovite doline (japanski: 風の谷のナウシカ, Kaze No Tani No Naushika; engleski: Nausicaä of the Valley of the Wind) japanska je fantastična manga, kao i znanstveno-fantastični anime film iz 1984., a autor je obaju djela Hayao Miyazaki. Radnja se odvija u opustošenu i negostoljubivu svijetu budućnosti gdje živi naslovna junakinja.
Film je drugo dugometražno Miyazakijevo ostvarenje koje je steklo veliku reputaciju te jedna od njegovih ozbiljnijih i tmurnijih priča. Miyazaki je osobno animirao ili barem dizajnirao velik dio scena u filmu.
Nausikaju je u japanskim kinima vidjelo 914 800 gledatelja, a Miyazakiju je donijela svjetsku slavu. Profit je iskorišten za formiranje studija Ghibli. U čast ovom filmu serija Zvjezdane staze: Nova generacija nazvala je jednu vrstu izvanzemaljaca Nausikanci.
U časopisu Animage Nausikaja iz vjetrovite doline 1985. završila je na prvome mjestu na listi najboljih animea godine, s 3823 glasa, dok je glavna junakinja u istom izdanju proglašena najboljim ženskim likom u animeu. U britanskom časopisu Total Film Nausikaja je zauzela visoko 37. mjesto na popisu 50 najboljih animiranih ostvarenja svih vremena.

## Radnja
U dalekoj budućnosti, 1000 godina nakon apokaliptičnog rata Sedam dana vatre koji je gotovo uništio ljudsku civilizaciju i poremetio ekološki sustav, Zemlja je opustošena. Gotovo je cijeli planet postao pustinja i pun je ogromnih kukaca Ohmua koji žive u šumi kiselina. Nausikaja je optimistična djevojka i strastvena ekologinja, fascinirana florom i faunom opasne šume. Ona je princeza i živi u udaljenom gradu u jednoj oazi koja je puna zdrave prirode. Na poklon dobiva jednog rakuna, kojeg prihvati kao kućnog ljubimca. U njihovoj zajednici još uvijek kruži legenda o spasitelju u plavoj odjeći koji će hodati po zlatnim žitaricama te unijeti mir i blagostanje između svjetova ljudi i kukaca.
Jednog dana u njezin se grad sruši letjelica koja je prenosila crvenog demona, tajanstveno biće koje je odgovorno za uništenje Zemlje. Ubrzo njezin grad okupira princeza Kushana, vladarica carstva Tolmekija, sa svojom vojskom, koja želi uz pomoć demona uništiti kukce i zavladati svijetom. Prilikom napada, ubijen je Nausikajin otac. No Nausikaja želi da se flora i fauna ne uništavaju pa uspije pobjeći od Kushanine vojske i sakriti se u opasnoj prašumi. Tamo upoznaje Asbela, pripadnika carstva Pejite, koje se nalazi u sukobu s Tolmekijom. Nausikaja također otkrije da opasna flora zapravo čisti otrovne kemikalije zagađene zemlje. Kada Kushanini vojnici otmu bebu Ohmua te tako privuku hordu desetaka tisuća divljih kukaca prema vjetrovitoj dolini, Kushana isproba svoje novo oružje, crvenog demona: ovaj zrakom smrti doista uništi nekoliko redova Ohmua, ali se raspadne već nakon par minuta. Time je svatko u vjetrovitoj dolini postao meta osvete. Ipak, Nausikaja se stavi ispred horde Ohmua te ih uspije zaustaviti. Oni ju podignu svojim krakovima te se vrati harmonija u dolinu spoznajom da šuma kiselina zapravo čisti zagađenje. Nausikaja hoda po krakovima tako da izdaleka izgleda kao da hoda po žutoj dolini punoj žitarica, baš kao što je predviđeno drevnim proročanstvom o spasitelju koji će nositi plavu odjeću.

## Glasovi
- Sumi Shimamoto – Nausicaa
- Yoshiko Sakakibara– Kushana
- Mahito Tsujimura– Jihl
- Yoji Matsuda– Asbel
- Hisako Kyouda– Oh-Baba
- Goro Naya– Yupa
- Ichiro Nagai– Mito

## Produkcija

### Manga i nastanak priče
Nakon uspjeha pustolovno humorističnog anime filma Cagliostrin dvorac, Suzuki Toshio, urednik časopisa Animage je početkom 1980-ih kontaktirao Miyazakija kako bi on doprinjeo njihovim izdanjima. Redatelj je predložio nekoliko ideja za film, ali nijedna od njih u to vrijeme se nije materijalizirala, pa je stoga odlučio okrenuti se pisanju stripa o Nausikaji. Naime, sve prijedloge za priče bile su Miyazakijeve originalne ideje, dok je tada bilo uobičajeno da se neki anime napravi po mangi, kako bi se osigurala publika. Miyazaki je mangu pisao i crtao u razdoblju od 12 godina, s prekidima zbog rada na filmovima u njegovu studiju Ghibli. Mangu je objavljivao časopis Animage– prvo je poglavlje izašlo u veljači 1982., a posljednje u ožujku 1994. Manga je daleko složenija od animea i sadrži preko tisuću stranica. Izlazila je jednom mjesečno u časopisu. Radnja animea otprilike odgovara samo prvoj četvrtini mange, jer je dotle bila nacrtana kad je anime snimljen, a razlike u radnji su toliko znatne da neki strip i film gledaju kao dvije odvojene cjeline.
Osim radnje, postoje velike razlike i u drugim područjima: likovi su mnogo razrađeniji, a ekološke teme nisu onako pojednostavljene. Junakinja je predstavljena kao složeni lik, koji je istodobno pacifist i zakleti aktivist za prava prirode. Dok je 1970-ih radio u animacijskom studiju Toei, Miyazaki je upoznao Isaa Takahatu s kojim je surađivao u dva kratkometražna anime filma Panda! Go Panda!. Tu je Miyazaki imao funkciju scenarista a Takahata redatelja, dok je za Nausikaju odlučeno da Takahata producira a Miyazaki preuzme režiju.
Miyazaki je nadahnuće našao u japanskoj folklornoj bajci Princeza koja je voljela kukce, ali i u raznim ZF autorima kao što su William Golding, Ursula Le Guin, Brian Aldiss, Isaac Asimov i J.R.R. Tolkien.Neki su priču usporedili i s Herbertovim romanom Dina, a primijetili su da je i istoimena junakinja iz Odiseje odigrala utjecaj na glavnu junakinju u Miyazakijevoj priči. Pretečom Nausikaje smatraju se i ranije junakinje iz Miyazakijeva opusa, Lana iz serije Conan, dječak iz budućnosti i Clarissa iz Cagliostra, te kasnije Fio u filmu Porco Rosso.
Za crtanje scena unajmljen je studio Topcraft. Sekvencu crvenog demona je animirao Hideaki Anno. Zbog ograničenog proračuna, Nausikaja je animirana sa samo 8 kadra u sekundi, iako je prosjek 24 kadra u sekundi za cjelovečernji film, zbog čega se neke akcijske sekvence doimaju isjeckano.
Sam Miyazaki je izjavio da više voli mangu nego film, kojeg je smatrao prekratkim, a i naknadno je smatrao da je filmski kraj previše pojednostavljen i da nudi prelagano rješenje za tako težak problem. Dao je svojem vlastitom filmu ocjenu 65 od 100. Usporedbe radi, zadnje riječi u mangi su: Iako je teško, moramo nastaviti živjeti. Crveni demon u stripu ima veću ulogu: naime, prvu osobu koju ugleda je Nausikaja, te ju smatra svojom majkom. Time je junakinja, prvakinja mira, postala gospodaricom najmoćnijeg oružja svijeta. Tijekom pisanja završetka mange, Miyazaki je izjavio da se osjećao kao da je zguran u kut: Nastaviti Nausikaju u toj zadnjoj godini je bilo zaista teško...Vjerojatno zato što sam morao pisati nešto o čemu nisam znao...Morao sam ići toliko daleko da sam morao razmišljati o smislu života. Ja nisam znao [smisao života], pa je bilo vrlo teško. Izvorni strip ima također obrat u priči: naime, junakinja otkriva da su svi moderni kukci, životinje pa i ljudi nastali genetskim inženjeringom prije katastrofe Sedam dana vatre te da samo mogu preživjeti u tom umjetnom svijetu. Jaja izvornih ljudi u jednoj grobnici će se ponovno aktivirati i preporoditi nove ljude nakon što kisele šume završe svoj posao i očiste sve zagađenje, a trenutni, umjetni ljudi izumru. Junakinja se stoga mora odlučiti: stati na stranu umjetnih ljudi iako su njihovi dani možda odbrojani, ili na stranu ljudskih predaka, koji bi pak mogli ponovno prouzročiti novu katastrofu ako dođu na vlast. Pošto obje vrste ne mogu živjeti istodobno na svijetu, Nausikaja se na kraju odluči uništiti skladište s jajima stare ljudske rase, ali i sama izjavi: Grozim se svojeg grijeha. Ta odluka je i danas kontroverzna među čitateljima stripa a čak i sam Miyazaki je jednom izjavio: Još uvijek se pitam je li to bio ispravan završetak mange, ali ne znam. Čak ni danas nisam siguran.
Miyazaki navodi da mu je najveći poticaj i nadahnuće bila spoznaja da je zagađenje zaljeva Minamata olovom prisililo neke ribe da se naviknu na velike količine otrova i nastave se razmnožavati.Prema vlastitoj izjavi, Miyazaki je priču pisao potpuno spontano: isprva je htio smjestiti ju u pustinju, no onda se predomislio i dodao šumu te je na kraju to postala priča o ekologiji. Šaljivo je izjavio da će časopis Animage prije propasti nego što će se on morati prisiliti izmisliti zaključak priče u stripu. Izjavio je da je bio zgađen smjerom kojim je ljudsko društvo išlo. Iako je imao različite vizije o istoj priči, zaključio je da bi, kada bi mu se opet pojavila prilika, opet napravio gotovo isti film. Zbog spontanog pisanja, shvatio je da je priča krivo skrenula u religiju prilikom jednog podzapleta o proročanstvu plavog spasitelja koji će izbaviti ljude. U jednom podzapletu, pisao je o raspadu zemlje zvane Doruk u Nausikaji, ali je sumnjao kako bi se jedno moćno carstvo moglo tako raspasti. Međutim, nedugo nakon toga, raspao se SSSR, što je potvrdilo njegove narativne spone. Tijekom pisanja, potpuno je odbacio marksizam kojeg je prije zagovarao.

### Odjek
Film je pušten u distribuciju 11. ožujka 1984. te je odmah postigao ogroman uspjeh u japanskim kinima a kritike su većinom bile pozitivne. Izvan Japana je Nausikaja rijetko gdje prikazana u svjetskim kinima (prije nego što li je Miyazaki stekao svjetsku slavu) jer su tada animirani filmovi još uvijek smatrani robom za djecu a ne za odrasle. 
U SAD-u je u lipnju 1985. potpuno promijenjena i skraćena za 10 minuta te objavljena pod naslovom Warriors of the Wind (Ratnici vjetra) na video tržištu. Ukupno je devetnaest scena izrezano ili skraćeno u toj verziji. Naime, pošto Miyazaki još nije bio poznata ličnost, blagonaklono je gledao na ponudu poduzeća New World Pictures koje je te godine htjelo izdati Nausikaju na američko tržište. Međutim, tamošnji upravitelji su smatrali da se film jedino može prodati kao crtić za djecu te su stoga izmijenili imena (junakinja se zvala Princeza Zandra) i skratili one scene koje su bile spore, dok je i sinkronizacija bila drvena. Miyazaki je bio zgrožen ovom verzijom filma te je zapovjedio svojim suradnicima da zaborave na istu te samo gledaju original. Na sreću, New Worldu je istekla licenca za film 1995., a Miyazaki je ipak dopustio Amerikancima napraviti drugu, vjerniju sinkronizaciju filma. 20 godina kasnije, Walt Disney Home Entertainment je objavio integralni film na DVD-u s novom sinkronizacijom– nove glasove su podarili Alison Lohman, Uma Thurman, Patrick Stewart, Mark Hamill i drugi– kako bi se ispravila ta nepravda. U Zapadnoj Njemačkoj i Mađarskoj film je premijerno prikazan tek 1987., također samo na video tržištu. Kasnije je objavljen na DVD izdanju. Do danas, Nausikaja nije puštena ni u jednu službenu distribuciju u Hrvatskoj.
Julia Sertori je zapisala da joj se nije svidio kraj jer prema njenom mišljenju potiče na pasivnost pošto se ekološka kriza razriješila sama od sebe. Kenji Sato u svojoj knjizi Godzilla, Yamato i naša demokracija spominje da su zlikovci iz Tolmekije motivirani dobrim namjerama prilikom bavljenja krizama najbolje što mogu s obzirom na to koliku ograničenu količinu informaciju posjeduju. Mamoru Oshii, redatelj kultnog animea Duh u oklopu, je izjavio da je Nausikaja Space Battleship Yamato u Miyazakijevom stilu...snažan film sastavljen od čiste ideologije. Moebius je Miyazakija proglasio narativnim i grafičkim genijem te Nausikaju prozvao njegovim najboljim ostvarenjem.
Film je zabranjen u istočnoj Europi te je nakratko bojkotiran u Njemačkoj jer su udruge za zaštitu okoliša prigovarali da sadrži uznemirujuće prizore ekološke katastrofe. Ironično, priča je zapravo upozorenje ljudima da bi se trebali više brinuti o okolišu. Jedna kopija filma je prikazana Svjetskoj organizaciji za zaštitu prirode i raznim udrugama za zaštitu okoliša.

### Simboli i interpretacije
Riječ Ohmu znači kralj kukaca na japanskom. Frenchy Lunning navodi kako se radi o prijelomnom anime ostvarenju koje je dokazalo da se crtani filmovi mogu usredotočiti na probleme stvarnog svijeta, kao što je degradacija prirode i potrebe za mirnim suživotom različitih kultura. Također je prigovarao prvoj američkoj sinkronizaciji filma, Ratnici vjetra, čiju je bliskost originalnoj Miyazakovoj viziji usporedio sa suptilnošću Razbijača prilikom prerade romana 'Vrli novi svijet'.
Dani Cavallaro spominje kako se jedinstvenost osobnosti glavne junakinje očituje u njenom suprotnom stavu od većine ljudskih likova koji žele dominirati prirodom, a ne biti u mirnom suživotu s njom. Množina sukobljenih strana od kojih svaka ima svoje razloge podsjeća na sliku svijeta iz Princeze Mononoke, a glavna negativka u priči, Kushana, je preteća Lady Eboshi u Mononoke. Helen McCarthy je komentirala kako je priča izbjegla crno-bijelu podjelu likova te dala svima– pa i divovskim kukcima– dostojanstvo razumljive motivacije. Marc Hairston navodi kako je glavnu poruku filma izgovorila sama junakinja u stripu kada ljudima kaže ovo: Mržnja i osveta ne daju nikakve plodove...Izaberite ljubav, a ne mržnju.
Susan J. Napier navodi kako je junakinja pravi primjer Miyazakijevog feminizma, ali da ima i muževnih obilježja, kao što je smisao za tehnologiju i borilačke sposobnosti. Također navodi kako je jedrilica iz uvoda, te stoga letenje općenito, simbol za slobodu i neograničene mogućnosti pilota iste. Zbog maske, isprva se pojavljuje u skrivenom, tajnovitom i androginom izdanju, no kada ju skine otkriva svoju pravu ljudsku narav.

## Videoigre
Barem dvije videoigre su objavljene zasnovane na ovoj mangi i filmu. Razvili su ih Technopolis Soft a objavili Technopolis Soft i Tokuma Shoten.
- Nausicaä in the Nick of Time (Naushika Kiki Ippatsu ili Nausicaä Kiki Ippatsu) je japanska shoot 'em up videoigra razvijena za kompjuterski sustav NEC PC-6001 1984.[34][35]
- Nausicaä of the Valley of the Wind je pustolovna igra objavljena za NEC PC-8801 potkraj 1980-ih.[36]

## Kritike
| „               | Preko četvrt stoljeća, japanski redatelj i scenarist Hayao Miyazaki je pravio maštovite filmove koji su melem i za srce i za um. On je jedan od onih rijetkih umjetnika koji mogu iskoristiti izmišljene svjetove kako bi istražio polemike pravog svijeta, ali pritom istodobno i zabavlja tako majstorski da njegovi filmovi nikada ne djeluju poput dugačkih pamfleta. Ali najvažnije od svega, on demonstrira da animacija može privući djecu, ali da odrasli mogu izvući puno više od Miyazakijevih poruka nego većina igranih filmova. | ” |
| — Dan Lybarger, | |   |

| „       | Do ovog filma, anime je bio medij koji je rastao, ali i bio oprezan pa su se uzimali samo rijetki rizici. Trebale su se uzeti velike količine talenta kako bi se nešto ovako neobično izvelo. I uspjelo im je. | ” |
| — Kain, | |   |

| „                | Film je prekrasan i čudan, ali Miyazakijeviji kasniji filmovi puno bolje obrađuju iste teme. | ” |
| — M. E. Russell, |                                                                                              |   |

| „                | Priča nikada nije napasna, niti crno-bijela, kao što bi ju zapadni pripovjedači mogli okrenuti. Likovi, poput Mononoke, nisu isključivo dobri niti isključivo zli...Sam film je izvan opisa - pošto nikada nisam vidjela ovaj klasik, bila sam zadivljena. Miyazakijev trend polagane izgradnje priče i dostavljanja zapanjujućeg vrhunca primjenjuje se i na ovaj film, također. I makar nije toliko dinamičan u prva dva čina za neke nestrpljive gledatelje, posljednja bitka, bogata simbolizmom, se isplati čekanja. Moje osobno mišljenje je da Miyazakijevi filmovi općenito imaju veliki faktor "ponovnog gledanja" - to su filmovi koje možete gledati nekoliko puta i nikada vam neće biti dosadni. Doista, filmovi studija Ghibli često postaju bolji sa svakim novim gledanjem, pošto možete cijeniti vizualne nijanse i sofisticiranost priče. | ” |
| — Lindsay Mayer, | |   |

| „              | Nausikaja je bogato razvijen, snažan ženski lik. Dok su desetljećima Disneyjeve dame bježale zbog nevolja, bile otete i čekale da ih spasi princ, Nausikaja je odličan uzor za djevojke. Brižljiva i miroljubiva, ona je mudra vladarica koja provodi svoje vrijeme s ljudima. Ona je sposobna pilotkinja i ratnica u dolini, te se mora suočiti sa svojim vlastitim bijesom kada je njen narod pokoren, a otac ubijen...Svaki puta kada gledam neki film od Studija Ghibli (uz nekoliko manjih iznimaka), ja sam zapanjen kako su zabavni, lijepi i dostojanstveni. Nausikaja iz vjetrovite doline se nalazi negdje na vrhu ovog popisa, to je film sa snažnim moralnim vrijednostima i snažnim razumijevanjem kako zaintrigirati gledatelje svih uzrasta. Ako ste poklonik animacije, morate pogledati ovaj film. | ” |
| — Joel Pearce, | |   |

### Enciklopedije
- Britannica. 2012. Miyazaki Hayao. Encyclopædia Britannica. Chicago, Illinois. ISBN 9781593393106

## Poveznice
- Princeza Mononoke
- Ekologija
- Održivi razvoj

## Vanjske poveznice
- Nausikaja iz Vjetrovite doline u internetskoj bazi filmova IMDb-a
- Nausikaja iz Vjetrovite doline na Anime News Network
- Nausikaja iz Vjetrovite doline na Rotten Tomatoes
- THEManime.org recenzija
- Nausicaä of the Valley of Wind // Hayao Miyazaki Web
- Nausicaä Of The Valley of the Wind– manga recenzija  Arhivirana inačica izvorne stranice od 3. rujna 2006. (Wayback Machine) (na engleskom jeziku)